# ACARS

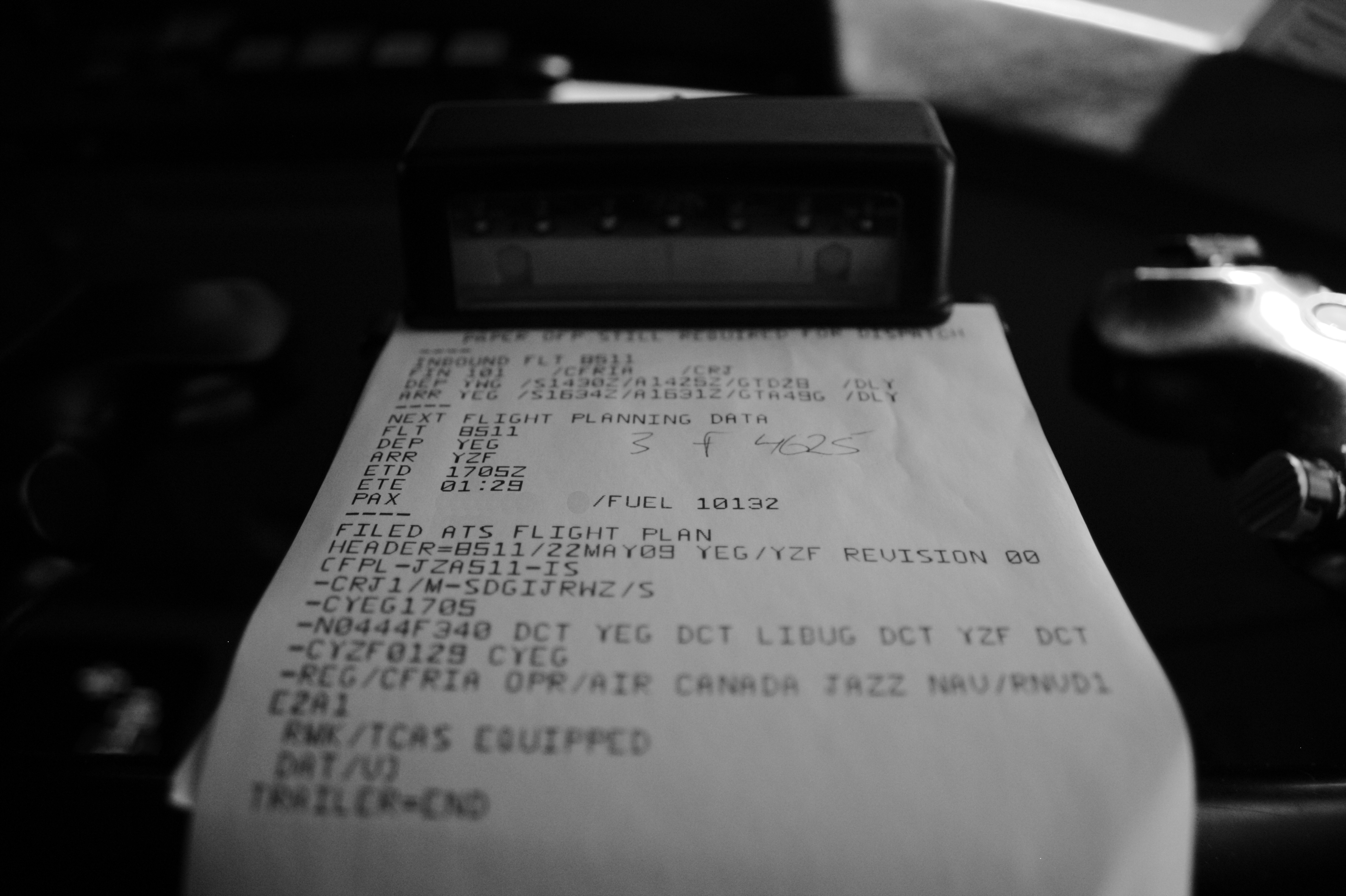
ACARSメッセージの例

ACARS（Aircraft Communications Addressing and Reporting Systemの頭文字）とは、航空機と地上局の間でエアバンド無線や衛星を介して短いメッセージを伝送するためのデジタルデータ通信システムである。プロトコルはARINCによって設計され、1978年に導入された。 テレックス・フォーマットを使用している。その後、SITAによってさらにACARS無線局が追加された。

## ACARSの歴史
航空界にデータリンクが導入される以前は、航空機と地上要員との間の通信はすべて、VHFまたはHFの音声無線を使用した音声通信により、運航乗務員によって行われていた。多くの場合、音声による情報伝達には専任の無線オペレーターが関与し、デジタル・メッセージは航空会社のテレタイプ・システムや後継システムに送信されていた。
さらに、運航乗務員と客室乗務員の時給は、航空機が空中にあるかどうか、地上にある場合はゲートにあるかどうかによって異なっていた。フライトクルーは、地理的に分散した無線オペレーターに音声でこれらの時間を報告していた。航空会社は、偶発的なものであれ意図的なものであれ、不正確な時間を避けるため、自己申告による時間をなくしたいと考えていた。そうすることで、報告を受ける人間の無線オペレーターの必要性も減らすことができた。
乗務員の作業負担を軽減し、データの完全性を向上させるため、ARINCのエンジニアリング部門は1978年7月、自動化されたタイム・クロック・システムとしてACARSシステムを導入した。テレダイン・コントロールズがアビオニクスを製造し、発売顧客はピードモント航空であった。 また、当初の略称は 「Arinc Communications Addressing and Reporting System 」であった。 後に 「Aircraft Communications, Addressing and Reporting System 」に変更された。当初のアビオニクス規格はARINC597で、ドア、パーキングブレーキ、車輪重量センサーの個別入力からなるACARS管理ユニットが定義され、飛行フェーズを自動的に決定し、テレックスメッセージとして生成・送信した。また、既存のVHF音声無線でレポートを送信するためのMSKモデムも含まれていた。ACARSの世界標準は航空電子工学委員会（AEEC）によって準備された。ACARSの運用開始初日には約4,000件のトランザクションがあったが、主要航空会社で広く使用されるようになったのは1980年代に入ってからであった。
初期のACARSシステムは、デジタル・データバス・インターフェース、フライト・マネジメント・システム、サーマル・プリンターを搭載した航空機をサポートするために、長年にわたって拡張されてきた。

## システムの概要と機能
用語としてのACARSは、機上の機器、地上の機器、サービス・プロバイダーからなる完全な航空・地上システムのことを指す。
搭載されているACARS機器はルーターを持つエンドシステムで構成され、ルーターは空と地上のサブネットワークを介してメッセージをルーティングする。
地上設備は、AFEPS（Arinc Front End Processor System）と呼ばれる中央コンピュータによって管理される無線トランシーバーのネットワークで構成され、メッセージの処理とルーティングを行う。一般的に、地上のACARSユニットは、連邦航空局（FAA ）などの政府機関 、航空会社の運航本部、または小規模航空会社や一般航空の場合はサードパーティのサブスクリプションサービス のいずれかである。通常、政府機関は許可手続きを担当し、航空会社の運航部門はゲートの割り当て、メンテナンス、乗客のニーズに対応する。

### 地上処理システム
地上システムの提供は、参加する航空航法サービス・プロバイダー（ANSP）または航空機運航会社のいずれかの責任である。航空機運航会社は、この機能をデータリンク・サービス・プロバイダー（DSP）または別のサービス・プロバイダーに委託することが多い。航空機からのメッセージ、特に自動生成されたメッセージは、地上から発信されたメッセージが適切な航空機に届くように設定できるのと同様に、適切な受信者に自動的に配信されるように、メッセージの種類に応じて事前に設定することができる。
航空機のACARS機器は、DSPによって地上の機器とリンクされている。ACARSネットワークはポイント・ツー・ポイントのテレックス・ネットワークをモデルにしているため、すべてのメッセージは中央処理場に送られ、ルーティングされる。ARINCとSITAが2つの主要なサービス・プロバイダーであり、地域によっては他のプロバイダーによる小規模な運用もある。また、地域によっては複数のサービス・プロバイダーがある。

## ACARSメッセージのタイプ
ACARSのメッセージは大きく分けて3種類存在する。
- 航空交通管制 によるメッセージ。クリアランスを要求または提供するために使用される。[5]
- 航空運航のための管理
- 航空会社による管理

コントロール・メッセージは、航空機と基地との間の通信に使用され、メッセージはARINC Standard 633に従って標準化されるか、ARINC Standard 618に従ってユーザー定義される。 このようなメッセージの内容は、OOOIイベント、フライトプラン、気象情報、機器の状態、乗り継ぎ便の状況などである。

### OOOIイベント
ACARSの主な機能は、業界ではOOOIイベントと呼ばれる各主要飛行フェーズ（ゲート外、離陸、着陸、ゲート内）の開始を自動的に検出して報告することである。 これらのOOOIイベントは、ドア、パーキングブレーキ、ストラットに取り付けられた航空機センサーからの入力を使って検出される。各飛行フェーズの開始時に、ACARSメッセージが地上に送信され、その飛行フェーズ、発生時刻、および搭載燃料量や出発地と目的地などの関連情報が記述される。これらのメッセージは、航空機と乗組員の状態を追跡するために使用される。

### フライトマネジメントシステムのインターフェイス
ACARSはフライト・マネジメント・システム（FMS）とのインターフェイスであり、地上からFMSにフライト・プランや気象情報を送信するための通信システムとして機能する。これにより、航空会社は飛行中にFMSを更新することができ、乗務員は新しい気象条件や代替飛行計画を評価することができる。

### 機器の状態やメンテナンスデータ
ACARSは、航空機から地上局へ、航空機の各種システムやセンサーの状態に関する情報をリアルタイムで送信するために使用される。整備不良や異常事態も詳細なメッセージとともに地上局に送信され、航空会社は機器の健全性を監視し、修理や整備活動の計画を立てるために利用する。

### Pingメッセージ
自動Pingメッセージは、航空機と通信局との接続をテストするために使用される。 航空機のACARSユニットがプリセットされた時間間隔より長く沈黙している場合、地上局は航空機にpingを打つことができる（直接または衛星経由で）。pingの応答は、ACARS通信が正常であることを示す。

### 手動送信メッセージ
ACARSは、コックピット内のインタラクティブディスプレイユニットとのインターフェイスで、フライトクルーは、気象情報やクリアランスの要求、乗り継ぎ便の状況など、地上局との技術的なメッセージやレポートの送受信に使用できる。地上局からの応答は、ACARSを通じて機内でも受信される。各航空会社は、ACARSを自社のニーズに合わせてカスタマイズしている。

## 通信の詳細
ACARSのメッセージは、VHFやHFなどの通信方式を選択でき、直接地上に送信するか、最小シフト・キーイング（MSK）変調を使って衛星経由で送信する。
ACARSは、航空機が現在いるエリアにVHF地上局ネットワークがあれば、VHFでメッセージを送信できる。VHF通信は見通し伝搬であり、一般的な通信距離は高高度で200海里までである。VHFがない場合、HFネットワークまたは衛星通信が利用可能であれば、それを使用することができる。衛星通信は、高緯度（極地横断飛行）ではカバー範囲が制限される場合がある。
| モード         | A                      |
| 航空機         | B-18722                |
| Ack            | NAK                    |
| ブロックのID   | 2                      |
| フライト       | CI5118                 |
| ラベル         | B9                     |
| メッセージ番号 | L05A                   |
| メッセージ     | /KLAX.TI2/024KLAXA91A1 |

## 航空事故や事件におけるACARSの役割
2009年のエールフランス447便墜落事故をきっかけに、ACARSを 「オンライン・ブラックボックス 」にすることが議論された。 フライトレコーダーの喪失による影響を軽減するためである。ただし、ACARSシステムに変更はなかった。
2014年3月、ACARSメッセージとACARS衛星通信データのドップラー解析は、マレーシア航空370便のおおよその位置を追跡する努力において非常に重要な役割を果たした。MH370便に搭載されていたプライマリACARSシステムはオフになっていたが、クラシック・エアロと呼ばれるセカンドACARSシステムは、機体の電源が入っている限りアクティブで、1時間ごとにインマルサット衛星との接続を確立しようとし続けていた。
エジプト航空804便のエアバスA320のACARSユニットは、同機が2016年5月19日に地中海に墜落し、乗員乗客66名全員が死亡する前に、トイレとアビオニクス・ベイで煙が発生していることを示すACARSメッセージを送信していた。
2021年2月24日、ヨハネスブルグのORタンボ国際空港からブリュッセルに向かう南アフリカ航空のフライトのACARSユニットが、エアバスA340-600のエンベロープ・プロテクション・システムが離陸時の失速を防ぐためにパイロットをオーバーライドして作動した「アルファフロアイベント」に関するACARSメッセージを送信した。
2023年2月19日、ハワイ近海の航空機航路上に大きな白い気球があるというACARSの報告が多数あった。

## ACARSの航空以外の用途
2002年、ACARSはNOAA観測システム・アーキテクチャに追加された。これにより民間航空機は、気象庁が予報モデルに使用する気象データ・プロバイダーとして機能し、風や気温などの気象観測データをACARSネットワーク経由で送信できるようになった。NOAAはリアルタイムの天気図を提供している。

## External links
- ARINC, inventors of ACARS
- acarsd, free ACARS decoder software for Linux/Windows
- ARINC Standards Document List, list and describe the ARINC standards